# Jakub Ćwiek
 (juin 2018).
Jakub Ćwiek, né le 24 juin 1982 à Opole, est un écrivain polonais de Fantasy.

## Biographie
Il commence sa carrière littéraire en 2005 avec la publication de nouvelles regroupées sous le titre Kłamca (Le Menteur). Une des nouvelles, Cicha noc (Douce Nuit), a été  sélectionnée pour le prix Janusz A. Zajdel Award.
Les caractéristiques de l’œuvre de Jakub Ćwiek sont des allusions à la culture pop : les livres, les films, les feuilletons, les œuvres musicales ainsi qu’à différentes mythologies. En 2006 est paru un deuxième tome de ces nouvelles intitulées Kłamca 2. Bóg marnotrawny (en français : Le Menteur 2. Dieu prodigue) qui lui donne de nouveau une sélection pour le prix Janusz A. Zajdel Award.
Un troisième tome Kłamca 3. Ochłap sztandaru (en français : Le Menteur 3. L’étendard déchiré) parait en 2008 puis en 2012, Jakub Ćwiek publie un dernier tome avec un titre anglais Kłamca 4 Kill'em all (en français : Le Menteur 4. Tue les tous).
Le premier livre paru en 2007, hors du cycle Le Menteur, Liżąc ostrze, est un roman qui se situe à la frontière entre le roman policier et le roman d’ horreur.
En 2008, il sort un roman d’horreur intitulé Ciemność płonie. L’action de ce roman se passe à la gare de Katowice.
Le 24 décembre 2015, il édite un mensuel nommé Bangarang Magazine, pour donner sa chance aux débutants en proposant un atelier d'écriture[réf. nécessaire].

## Récompenses
Pour la nouvelle Bajka o trybach i powrotach, Jakub Ćwiek a reçu le prix Janusz A. Zajdel Award en 2011 dans la catégorie « histoire courtes ». La remise du prix a eu lieu à Polconia, festival de littérature de la ville de Wrocław.
Jakub Ćwiek a été sélectionné Artiste de l’année en 2012 par Śląkfy.

## Œuvres

### Nouvelles
- Gotuj z papieżem (2009)

### Romans
- Liżąc ostrze (2007)
- Ciemność płonie (2008)
- Ofensywa szulerów (2009)
- Krzyż Południa. Rozdroża (2010)
- Dreszcz (2013)
- Chłopcy 2: Bangarang (2013)
- Świetlik w ciemności (2013)
- Kłamca 2,5. Machinomachia (2014)
- Dreszcz 2. Facet w czerni (2014)
- Chłopcy 3: Zguba (2014)
- Kłamca. Papież sztuk (2015)
- Chłopcy 4: Największa z przygód (2015)
- Grimm City. Wilk! (2016)
- Przez Stany POPświadomości (2016, co-auteur)
- Grimm City. Bestie (2017)
- Pamięć wody (2017) (e-book)
- Zawisza czarny (2017)
- Series Kłamca (Le Menteur)
- Kłamca (2005)
  - Anioł Stróż
  - Młot, wąż i skała
  - Samobójca
  - Krew Baranka
  - Cleaner
  - Przepowiednia
  - Galeria
  - Cicha noc
  - Egzorcysta
  - Głupiec na wzgórzu
- Kłamca 2. Bóg marnotrawny (2006)
  - Okazja
  - Korona stworzenia
  - Odległość Anioła
  - Idźcie, jesteście posłani
  - Słudzy Metatrona
  - Bóg marnotrawny
- Kłamca 3. Ochłap sztandaru (2008)
- Kłamca – audiobook by Krzysztof Banaszyk (2010)
- Kłamca 4. Kill'em all (2012)
  - Część I: Wszyscy mają się dobrze
    - Rozdział 1-6

  - Część II: Ups... Już nie
    - Rozdział 7-10

  - Część III: Dokąd prowadzą wszystkie drogi
    - Rozdział 11-16

  - Część IV: Grand finale
    - Rozdział 17-18

### Bande dessinée
- Kłamca. Viva l'arte (2012) scenario Jakub Ćwiek, dessins Dawid Pochopień, couleur Grzegorz Nita